# Contopus pertinax
Contopus pertinax е вид птица от семейство Tyrannidae.

## Разпространение
Видът е разпространен в Белиз, Салвадор, Гватемала, Хондурас, Мексико, Никарагуа и САЩ.